# سیریو ورناتی
سیریو ورناتی (انگلیسی: Sirio Vernati; ۱۲ مهٔ ۱۹۰۷ – ۲۲ فوریهٔ ۱۹۹۳) بازیکن فوتبال اهل سوئیس بود.
از باشگاه‌هایی که در آن بازی کرده‌است می‌توان به باشگاه فوتبال گراس‌هاپر زوریخ، باشگاه فوتبال زوریخ و باشگاه فوتبال لوتسرن اشاره کرد.
وی همچنین در تیم ملی فوتبال سوئیس بازی کرده‌است.